# Zjednoczona Socjaldemokratyczna Partia Ukrainy
Zjednoczona Socjaldemokratyczna Partia Ukrainy (ukr. Соціал-демократична партія України (об'єднана), SDPU(O)) – ukraińska partia polityczna, wpływowa w okresie od końca lat 90. do 2004, reprezentująca wówczas interesy prezydenta Łeonida Kuczmy i jego otoczenia.

## Historia
Ugrupowanie powstało w 1996 na bazie różnych środowisk formalnie odwołujących się do ideologii socjaldemokratycznej. Na czele stanął były minister sprawiedliwości Wasyl Onopenko. W wyborach parlamentarnych w 1998 partia uzyskała 4% głosów, wprowadzając 17 deputowanych. Kilka miesięcy po wyborach władzę w SDPU(O) przejęli Wiktor Medwedczuk, który objął stanowisko przewodniczącego, oraz były prezydent Łeonid Krawczuk. W wyborach prezydenckich w 1999 partia popierała ubiegającego się o reelekcję Łeonida Kuczmę. W kolejnych wyborach do Rady Najwyższej w 2002 otrzymała wynik na poziomie 6,3%, co dało jej 24 posłów. Pozyskując tzw. deputowanych niezależnych, socjaldemokraci sformowali liczącą około 40 osób frakcję, a Wiktor Medwedczuk objął funkcję szefa administracji prezydenckiej.
W wyborach prezydenckich w 2004 ugrupowanie wsparło Wiktora Janukowycza. Zwycięstwo Wiktora Juszczenki doprowadziło do rozpadu partii, z której w ciągu kilku miesięcy odeszła większość deputowanych. SDPU(O) wraz z trzema marginalnymi stronnictwami powołała Opozycyjny Blok „Nie Tak!”, który w wyborach parlamentarnych w 2006 poniósł porażkę, uzyskując zaledwie 1% głosów. Jednocześnie dwóch czołowych działaczy socjaldemokratów, Nestor Szufrycz i Mychajło Papijew, objęło stanowiska ministerialne w nowym rządzie Wiktora Janukowycza.
W 2007 obaj ministrowie opuścili partię, przechodząc na listę wyborczą Partii Regionów, a Wiktor Medwedczuk zrezygnował z kierowania ugrupowaniem, które nie wzięło udziału w przedterminowych wyborach parlamentarnych.
W 2009 nowy lider SDPU(O), Jurij Zahorodnij, podpisał akt założenia koalicyjnego Bloku Lewicy, w skład którego weszły także Partia „Sprawiedliwość”, komuniści oraz Związek Sił Lewicy.